# Edaphosaurus
Edaphosaurus („Pozemní ještěr“) je rod vymřelého primitivního býložravého pelykosaura. Žil v období konce karbonu a permu (mladší prvohory, asi před 300 miliony let). Jeho zvláštním znakem byla výrazná hřbetní plachta, sloužící zřejmě k termoregulaci.

## Popis

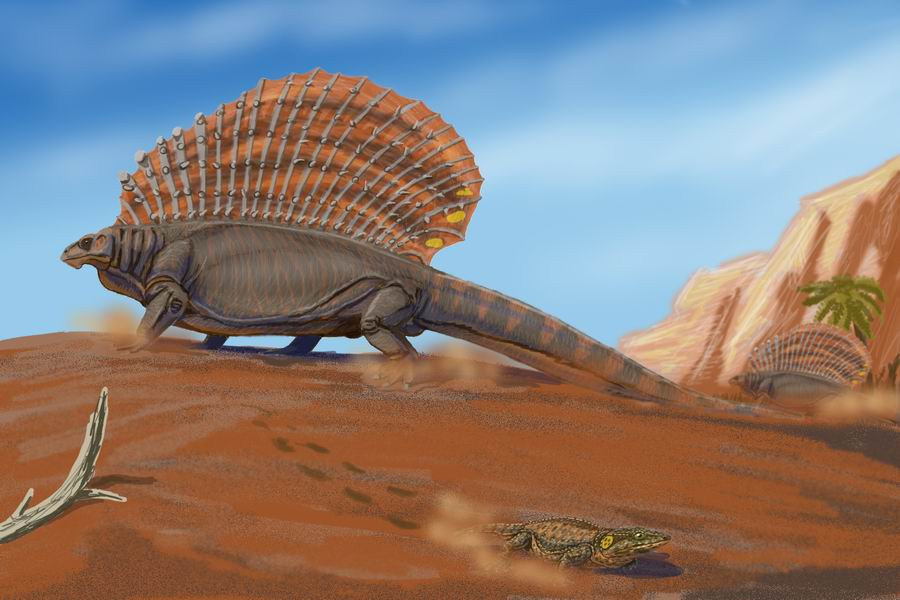
Rekonstrukce vzezření druhu Edaphosaurus pogonias.

Tento poměrně velký (délka přes 3 metry) starobylý plaz je znám z fosilních nálezů v Texasu (USA). Jeho blízkými příbuznými z České republiky jsou Bohemiclavulus mirabilis z Kounova v okrese Rakovník a Ramodendron obvispinosum (nomen nudum) nalezeného na Moravě na haldě dolu Kukla (dříve Nosek), Oslavany, rosicko-oslavanský revír.

## Ekologie
Tvarová a ekologická rozmanitost edafosauridů byla větší, než se dříve paleontologové domnívali. To dokázal objev specializovaného býložravého eupelykosaura druhu Gordodon kraineri (blízce příbuzného rodu Edaphosaurus) z Nového Mexika.